# الدوري السلوفيني لكرة القدم 1946–47
الدوري السلوفيني لكرة القدم 1946–47 هو موسم من الدوري السلوفيني لكرة القدم ‏. فاز فيه نادي ليوبليانا الأولمبي لكرة القدم ‏.